# Feldsee-Wasserfall
Der Feldsee-Wasserfall ist der größte einer Gruppe von vier nahe beieinander liegenden Wasserfällen in der bis zu 340 Meter hohen Karwand des Feldsees im Südschwarzwald. Die nahen, aus den gleichen Ursachen entstandenen Wasserfälle werden ebenfalls beschrieben. Der von Wald teilweise verdeckte, nur mühsam erreichbare Feldsee-Wasserfall wird vom Seebach, dem Oberlauf der Wutach, an wandbildenden Ganggesteinen gebildet.

## Beschreibung

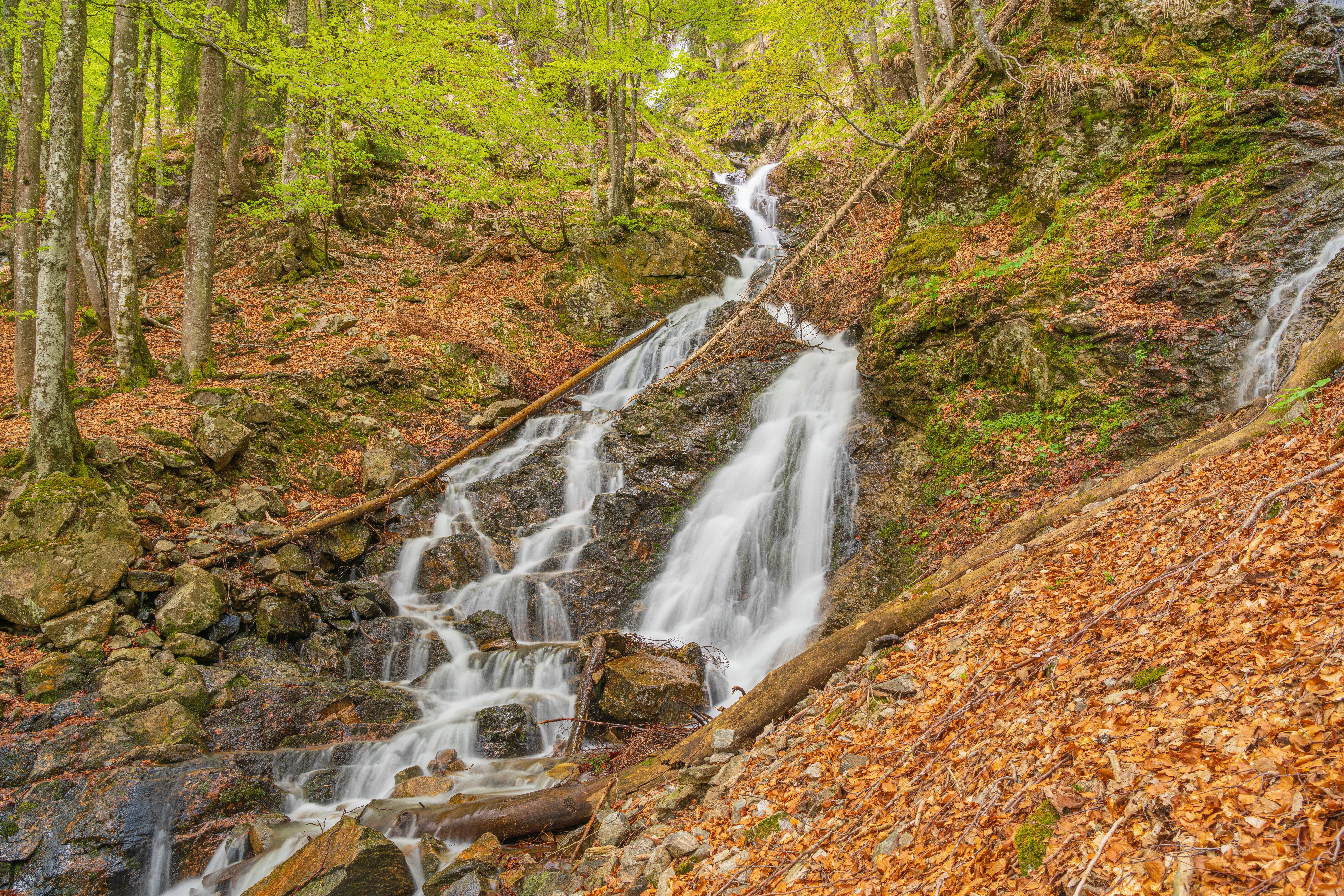
Eine der kleineren Stufen im unteren Teil der Karwand

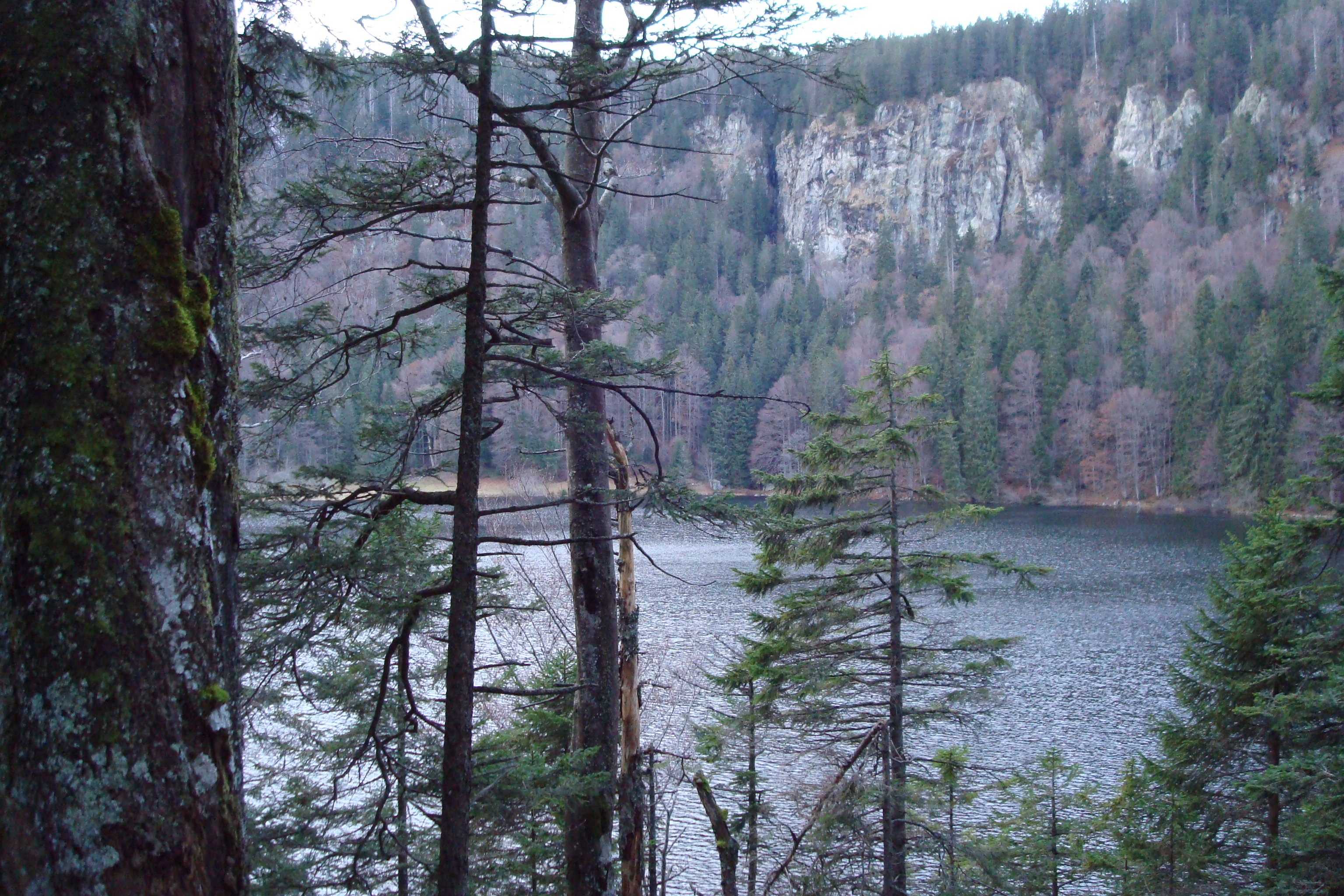
In der Klamm in den Seewänden über dem Feldsee ist der 70 Meter hohe nördliche Feldseewasserfall verborgen

In der Hochmulde des Grüble zwischen den Feldberg-Nebengipfeln Mittelbuck und Seebuck vereinigen sich zahlreiche Quellgerinne zum Seebach, wie der Oberlauf der Wutach bis zum Titisee genannt wird. Sein Gefälle verstärkt sich sprunghaft bei Erreichen der Rückwand des Feldseekars, des größten der von einem See erfüllten Kare im Schwarzwald. Die nach Osten abfallende Wand ist durchzogen von mehreren, nord-süd-streichenden Granitporphyr-Gängen. Die von ihnen gebildeten langgestreckten Felswände machen einen Einstieg in die Karwand von oben her sehr gefährlich, und an ihnen bildet der Seebach wie auch der nördliche Nachbarbach die höchsten Fallstufen aus.
Der eigentliche 62 Meter hohe Feldseewasserfall besteht neben kleineren Stufen von mehreren Metern Höhe aus drei Hauptstufen von bis zu 18 Metern Höhe.
Der kleinere nördliche Parallelbach stürzt in einer bis über 30 Meter tiefen Klamm zutal. Er bildet hier zwar einen mit insgesamt 70 Metern noch höheren Wasserfall, seine mittlere Wasserführung beträgt aber entsprechend dem Einzugsgebiet nur ein Viertel des Seebach-Abflusses. Die beiden mehrfach unterbrochenen Hauptfälle sind 19 und 38 Meter hoch.
Beide Wasserfälle sind, obwohl sie zu den höchsten Mittelgebirgswasserfällen zählen, kaum bekannt (ähnlich den Dietlinger Wasserfällen).
Mit je rund zwei Metern Höhe sehr viel kleiner sind die beiden bekannteren Wasserfälle, die beide Bäche weiter oberhalb nahe dem querenden Felsenweg bilden.

## Entstehung und Geologie
Das Feldseekar ist zwar nicht das tiefste, jedoch das Kar mit der steilsten Rückwand im Schwarzwald. Das erklärt sich zum einen dadurch, dass hier und im Zastler Loch die Ausschürfung durch eiszeitliche Gletscher am längsten wirksam war und zum anderen durch das Ausstreichen erosionsresistenter Granitporphyr-Gänge quer zum Gefälle, die so vom Gletschereis als Felswände herausgearbeitet worden sind.
An diesen bis zu drei fast parallelen Gängen haben sich die Hauptstufen der Wasserfälle gebildet.

## Vegetation und Naturschutz
An den Felswänden und Blockhalden entlang der Bäche stocken fichtendominierte Bergahorn-Mischwälder, wobei die Fichten hier überwiegend natürliche Vorkommen darstellen. Felswände und Blöcke sind dicht mit Moosen überzogen. Die hohen, teils besonnten Felswände nahe der Klamm des nördlichen Feldseewasserfalls sind schütterer, jedoch weitaus artenreicher bewachsen, ebene Absätze etwa mit Felsenbirnen-Gebüschen.. Der Feldseewasserfall steht durch seine Lage im Naturschutzgebiet Feldberg unter Schutz.